# 乌伦古湖
乌伦古湖（維吾爾語：ئۇلۇنگۇر كۆلى‎），又名布伦托海、大海子、福海，位于中国新疆阿勒泰地区福海县，常与吉力湖被视为同一湖泊的不同湖体。乌伦古湖湖泊面积858.5平方千米，水体体积88.9×108立方米。乌伦古湖的水源包括乌伦古河和额尔齐斯河，乌伦古湖是乌伦古河的尾闾湖，20世纪70到80年代修成引额济海工程，额尔齐斯河成为乌伦古湖的另一水源。乌伦古湖属于微咸水湖，长期面临着水体矿化、有机物污染的威胁。
乌伦古湖是新疆第二大渔业基地，乌伦古湖特有鱼类国家级水产种质资源保护区也是中华人民共和国国家级水产种质资源保护区。截止2021年，乌伦古湖共生存着20余种鱼类，其中17种为经济鱼类，主要经济鱼类包括西太公鱼、鲢、鳙、白斑狗鱼、鲤。主要保护鱼类包括贝加尔雅罗鱼、河鲈、丁鱥、银鲫。新疆福海乌伦古湖国家湿地公园同时也是中华人民共和国国家湿地公园，保护以河流湿地、湖泊湿地、沼泽湿地为主的乌伦古湖周边湿地，面积超过1000平方千米。乌伦古湖建有国家AAAA级景区乌伦古湖景区、国家AAA级景区乌伦古湖海上魔鬼城景区等多个景区、景点。冬季，乌伦古湖会举办冬捕节，进行冬捕活动。

## 湖泊名称
元代相关文献中已出现乌伦古湖的记载：《蒙古秘史》中记载为“乞湿泐巴失海子”，《西使记》称其为“乞则里八寺海”，《元史·郭德海传》记载为“乞则里八海”。到清代，乌伦古湖是《钦定皇舆西域图志》之中的“赫色勒巴什淖尔”，《西域水道记》中的“噶勒札尔巴什淖尔”；《清史稿》中对乌伦古湖的称呼是“喀勒折尔巴什淖尔”或“固札尔巴什淖尔”。清政府在此设立布伦托海办事大臣，此地成为当时新疆主要的屯垦地。到民国时期，在此设县佐、县，县名取自布伦托海，即布伦托海县（今福海县）。
布伦托海一词源自突厥语，意为“杂乱的灌木丛”。乌伦古为蒙古语音译，为云雾之意，乌伦古湖即云雾之湖。
除乌伦古湖南侧的常被视为同一湖泊不同水体的吉力湖（又名小海子、巴噶淖尔、波特港湖）外，不同水域有着不同的名称：乌伦古湖亦有大海子的称呼；大海子东北侧突出的水体名为73公里小海子；东侧突出的水体名为骆驼脖子；南侧突出，与河相连的水体又名中海子。

## 形成变化

### 早期湖泊
古生代，当地为一片汪洋。到中生代时期，因构造运动，现乌伦古湖区域遭受剥夷。渐新世之前尚处上升剥蚀的过程之中，难以形成湖泊。乌伦古河湖泊形成时间略有争议。基于古湖岸线的识别，乌伦古湖最早可能形成于渐新世，当时湖泊面积可能达到17300平方千米，从此基础上湖泊面积逐渐萎缩。第二种观点基于对乌伦古湖钻孔剖面的孢粉分析，乌伦古湖形成于末次冰期后期之后。相对主流的观点是乌伦古河形成于第四纪早期。在喜马拉雅构造期的断层和掀斜的作用下，加上新构造运动的不均衡上升的影响，乌伦古湖初步形成。
第四纪时，乌伦古湖与额尔齐斯河连通。中更新世时，乌伦古湖坳陷进一步发展，乌伦古湖形成如今面积2到3倍的湖泊。第四纪晚期，因冰川退缩导致的冰雪融水减少，导致入湖水量减少，从而湖泊面积逐渐减少，乌伦古湖与额尔齐斯河断绝。此时，乌伦古湖湖泊面积约如今湖泊面积的1倍，基本形成如今的格局。全新世时，乌伦古湖的水文变化随着气候变化而改变。早全新世时期气候变化频繁，乌伦古湖水文随之变化频繁；气候相对稳定的中全新世时期，乌伦古湖因稳定的充沛降水而储水量高；晚全新世当地气候开始干燥，湖泊面积大幅减少至今大致范围。

### 湖泊变化
光绪三十三年（1907年）之前，乌伦古河先注入乌伦古湖，再经河流进入吉力湖。当年，当地屯垦的民众在乌伦古河上筑坝进行农业生产，乌伦古河因该河坝溃坝导致河流改道。进而形成如今流序。屯田、放牧等人类的活动加剧了乌伦古湖储水量减少、水质污染的过程。1944年，乌伦古湖湖泊面积尚维持在833平方千米，到1986年降至765平方千米。20世纪50年代，因处丰水期，且农牧业生产规模小，乌伦古湖年入湖水量约8亿立方米。之后人们在乌伦古河中下游开垦出大量耕地、兴建福海水库等水利设施，进而导致乌伦古河径流量降低，年入湖水量降低。到20世纪60年代，年入湖水量减少到约1.8亿到2亿立方米。灌溉高峰时，乌伦古河需要灌溉800平方千米到866平方千米的耕地。同时，乌伦古河流域有超过260平方千米的天然牧场，万余户牧民在此放牧。过度放牧也破坏着当地植被，加速了土地沙化。
乌伦古湖与其南侧吉力湖本为同一湖体，位于同一湖盆内。随着乌伦古河河口三角洲的发育，导致湖泊退缩、河道堵塞，在南、北两个次级盆地上逐渐演变为两个独立的湖泊。如《中国湖泊调查报告》等一些调查将两个湖泊是为独立的湖泊。不过将乌伦古湖与吉力湖视为同一湖泊的南（小湖）、北（大湖）两个水体的情况同样常见。

### 引额济海
面对湖泊面积减少、水质恶化的情况，20世纪70年代初，新疆生产建设兵团农十师在乌伦古湖和额尔齐斯河间开通73千米的地峡，并开始修建水渠。引额济海渠道凿通放水后，入湖水量得到一定程度的恢复。然而1972年开始，第十师渔场煤矿又在大渠入湖段修建水电站，过高的闸门再次影响入湖水量，年均入湖水量降至3亿多立方米。这导致湖泊面积萎缩，芦苇丛消失、近10万亩沉水植物消亡。到20世纪80年代中期，乌伦古湖的补给量持续在减少，储水量不断下降。1984年，乌伦古湖和乌伦古河进入丰水期，乌伦古河每年入湖水量约2到3亿立方米。1987年，新疆水利部门再次实施引额济海工程，当年建立无坝引水的引水工程，年入湖水量近20亿立方米。引额济海前，乌伦古湖初属内陆封闭型湖泊，与额尔齐斯河相通后其流域不再封闭。两次引额济海工程，加上20世纪80年代末期的降雨量增加，乌伦古河的水位上升。
20世纪90年代后，乌伦古河多次出现长时间断流情况，其中2008年持续断流超过180天。乌伦古河的断流导致吉力湖水位下降，加上风生流的影响，进一步导致乌伦古湖湖水倒灌入吉力湖的情况时常出现，其中最大倒灌水量超过14亿立方米，发生于1994年。2005年，原本较高的吉力湖水位开始低于乌伦古湖水位。随着乌伦古湖特有鱼类国家级水产种质资源保护区、新疆福海乌伦古湖国家湿地公园等先后建立，生态环境保护工程的实施，乌伦古湖的湖泊面积、湿地面积逐渐增加。乌伦古湖东北侧湖岸推进明显，形成数个新的较小水域。截止2021年，至少16年千米的湿地岸坡、6.4平方千米的芦苇、4.5平方千米环湖植被、1平方千米的水鸟栖息地得以修复、恢复。2022年在乌伦古湖观测到的鸟类相比于2017年增长4倍。

## 地理地质
乌伦古湖行政区划上位于中华人民共和国新疆维吾尔自治区阿勒泰地区福海县境内，东距福海县城超过10千米，湖区地理坐标系位于北纬46°59′到47°25′；东经 87°00′~87°35′之间。地理上位于欧亚大陆腹地，准噶尔盆地北部，阿尔泰山山前平原处，海拔约400米。乌伦古湖介于额尔齐斯河与乌伦古河之间，东北岸距额尔齐斯河1.2千米；东部和东南部主要由较为平坦的砂砾质河阶、沙泥质冲积平原、水下老三角洲构成，湖泊南侧通过库依（尔）尕河（又称克勒河）相连与吉力湖相连；湖泊西部有东西走向的蚀余山丘，其山前洪积坡地、山间谷地与乌伦古湖岸垂直；乌伦古湖西南侧是剥蚀残丘陵德伦山。
地质上乌伦古湖位于准噶尔-北天山褶皱系福海山间坳陷内，属于断陷湖，ESW-WSW构造线和NW-ES构造线的走向影响了乌伦古湖湖形。乌伦古湖坳陷发育于海西褶皱基底之上，基岩以古近纪和新近纪的泥岩和砂岩为主。乌伦古湖湖盆有两个次级盆地，即如今的乌伦古湖（布伦托海）盆地和吉力湖盆地。湖岸类型包括基岩型湖岸、砾质湖岸、砂质湖岸、泥质湖岸。

## 气候类型
乌伦古湖湖区属于中纬度大陆性寒温带气候。湖区四季分明，冬短夏长，每年12月到次年3月为封冻期，最大冰厚0.7米，受到西伯利亚高压之影响而时常受到冷空气的袭扰，会出现大风、暴雪、急剧降温等气象。乌伦古湖年均气温3.4℃，1月平均气温低于零下20℃，极端低温为零下42.7℃；7月平均气温近23℃，极端高温为39.6℃。年均日照时长超过2881小时，无霜期147天。年均降水量超过116毫米，最大年降水量215毫米，最小年降水量仅超过42毫米；蒸发量超过1844毫米。乌伦古湖当地盛行西北风，年均风速3米每秒，最大风速22米每秒，年均超过8级大风天数超过44天。

## 水文特征

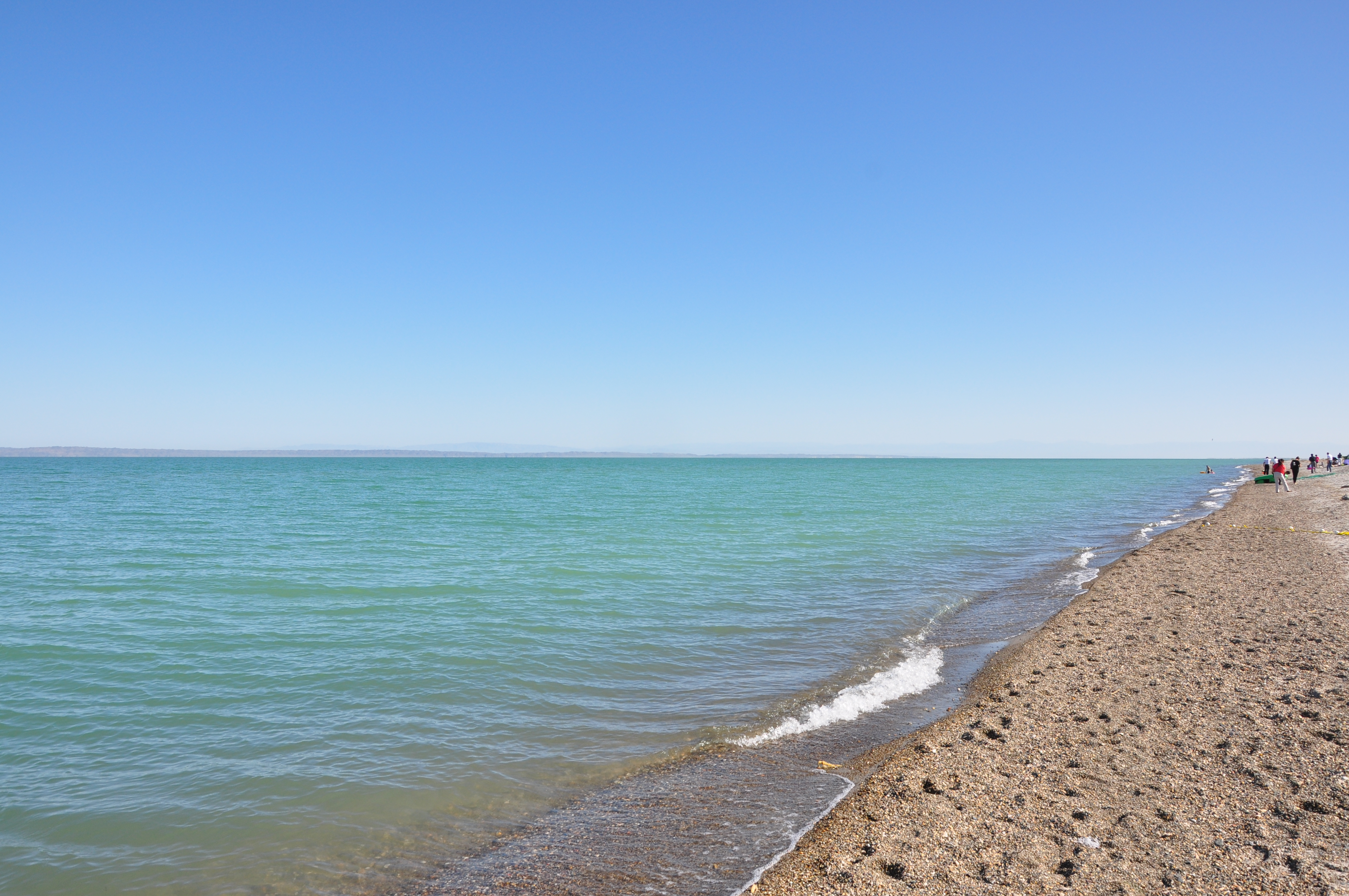
乌伦古湖湖水呈蓝绿色

乌伦古湖水位478米，长约45.3千米，最大宽约25.8千米，包含附近水体的湖泊面积超过858.5平方千米；湖泊形状呈三角形，湖泊平均深度超过10.3米，最深超过17.3米，蓄水量约88.9×108立方米。不过乌伦古湖的储水量等数据会因为湖水的涨落变化较大。地表径流是乌伦古湖的主要补给方式，乌伦古湖为乌伦古河的尾闾湖，乌伦古河的河水先注入吉力湖，再注入乌伦古湖。两次引额济海工程后，乌伦古湖逐渐脱离乌伦古河水系，而转由主要额尔齐斯河补给。乌伦古湖多年平均入湖水量约8亿立方米，但年变化较大。其中引额尔齐斯河水年入湖水量达约6亿立方米，约1.5亿立方米来自乌伦古河。
乌伦古湖湖水颜色呈蓝绿色，透明度超过2米。乌伦古湖属于微咸水湖，其电导率为3.6毫西门子/厘米，矿化度超过2.3克/升，矿化度平均沉积量约3.33×108千克每年，水质硬度近392毫克每升，总碱度（以碳酸钙计）近383毫克每升，pH值为8.99。根据阿列金分类法，乌伦古湖属于硫酸盐类钠组Ⅱ型。乌伦古湖中，可能导致富营养化风险的有机污染物总氮约1.06毫克每升，总磷约0.03毫克每升，溶解氧约7.55毫克每升。乌伦古湖有机物污染在空间分布上具有湖岸地区水质劣于湖中心区、距离进水口越远水质越差的特点。
水体矿化、总氮、总磷等是乌伦古湖的主要影响因素。早期，因其为封闭湖泊，水体交换能力差导致乌伦古湖（包括吉力湖）湖泊面积萎缩，水体矿化度增高，不过二湖的水位差和水力关系较为稳定。乌伦古河断流、乌伦古湖湖水倒灌将乌伦古湖（包括吉力湖）稳定的状态改变，二湖从吉力湖向乌伦古湖单向补给变为互相补给。这使得乌伦古湖水体矿化度的空间分布更加平均，从吉力湖、额尔齐斯河进入的淡水将湖水的矿化度降低，但吉力湖却不得不面临从淡水湖向微咸水湖的转换。除此之外，乌伦古湖水源上游及周边的农田径流、当地水产养殖导致盐、有机污染物从河道逐渐向湖泊迁移富集。不过额尔齐斯河河水一定程度上将乌伦古湖的总氮、总磷稀释。乌伦古湖还面临着可能由于底栖释放或周边汇水区污染排放导致的化学需氧量增高，以及可能因岩石风化、矿物开发、工业生产等所产生、排放的氟化物偏高等风险。化学需氧量与氟化物污染也是2022年乌伦古湖重度污染的主要污染源，湖水呈中营养状态。

## 主要生物

### 植物

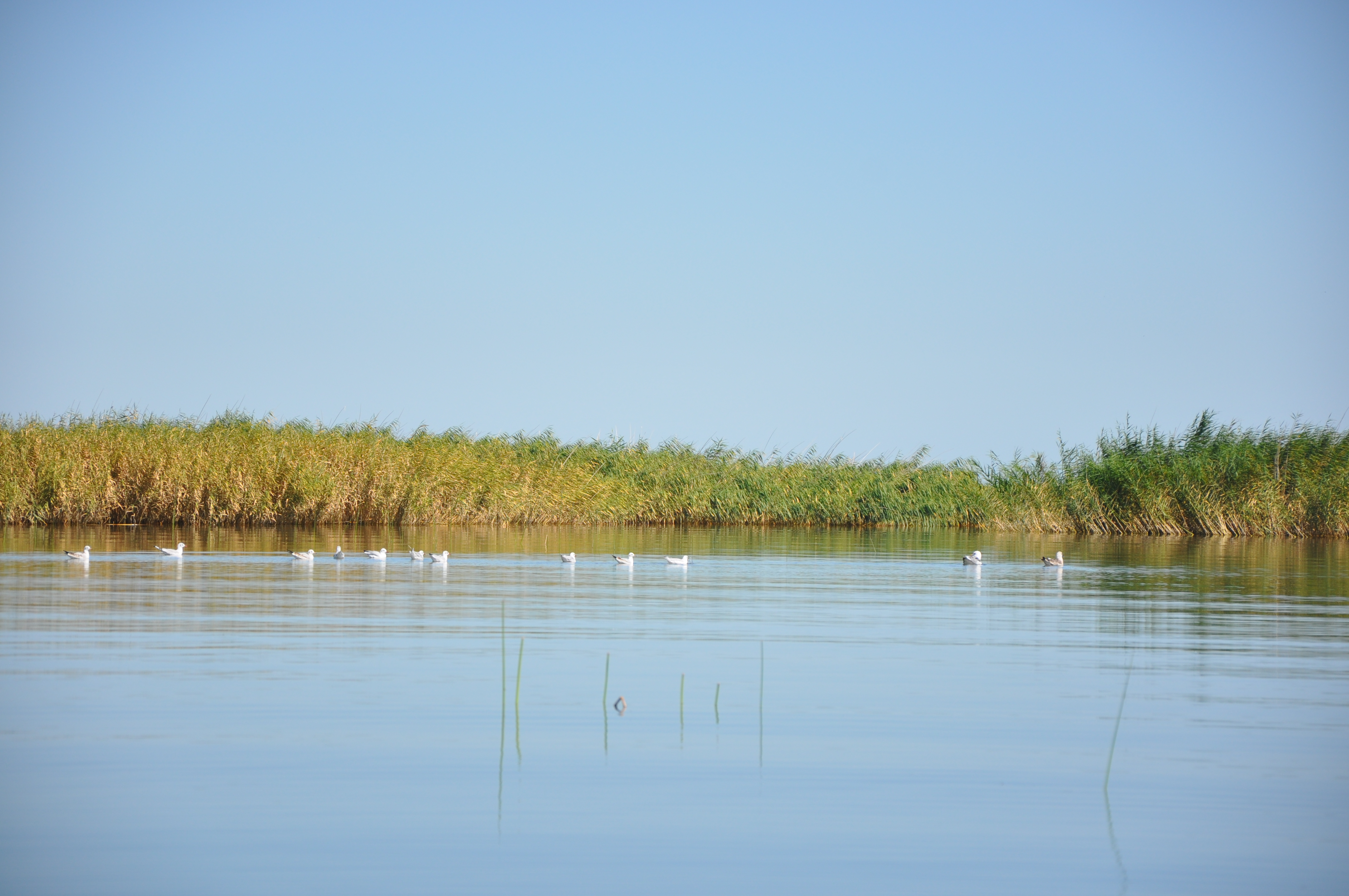
乌伦古湖的芦苇

至少8门172种属的浮游植物生活在乌伦古湖中，其中绿藻门种属数量最多，有74种属；其次为硅藻门50种属、蓝藻门27种属；另外也有裸藻门、甲藻门、金藻门、隐藻门、黄藻门等。浮游植物密度超过160万个体每升，生物量均值超过2毫克每升。数量较高的包括硅藻、绿藻、蓝藻，生物量以硅藻为主。乌伦古湖浮游植物优势种属和常见种属包括：水华束丝藻、蓝纤维藻、尖针杆藻（Synedra acus）等。
乌伦古湖水生维管束植物分布在中海子、骆驼脖子、73公里小海子等湖区。至少发现有15种水生维管束植物，其中以眼子菜科植物种类最多，共6种，拥有2种以上的还有莎草科植物、香蒲科植物、金鱼藻科植物，槐叶苹科、茨藻科、兰科、禾本科、蓼科、菱科、小二仙草科、水鳖科等植物也在乌伦古湖湖区有所发现。具有优势的挺水植物包括芦苇和狭叶香蒲，沉水植物包括眼子菜、狐尾藻、金鱼藻，以水葱为主的莎草科也占较大比重。

### 动物

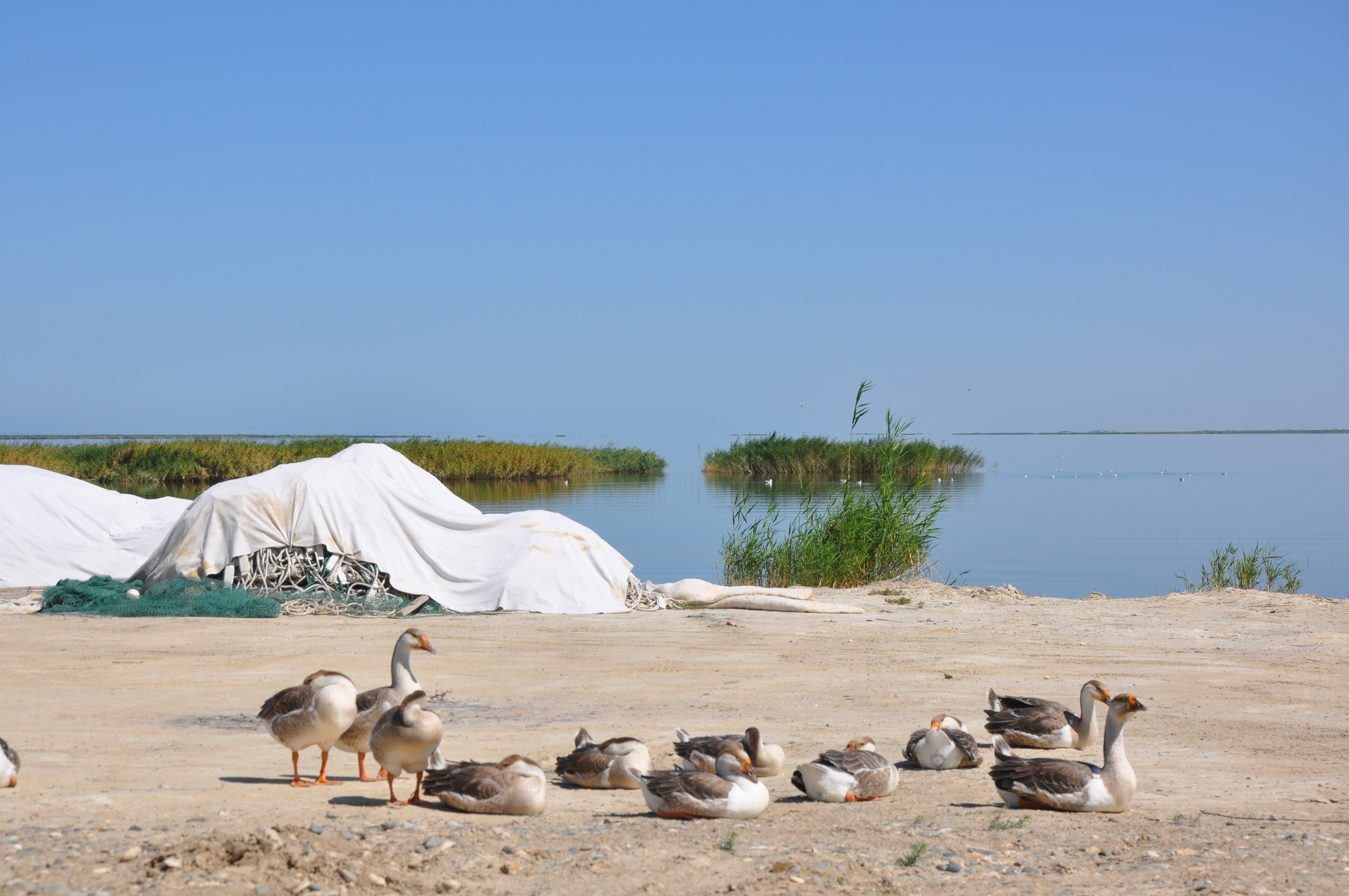
栖息在乌伦古湖的鸟类

在乌伦古湖中至少发现有65种浮游动物，其中包括18种原生动物、39种轮虫以及若干种枝角动物和桡足动物。生物量均值约1.3毫克每升，以枝角动物、桡足动物生物量占比最大。乌伦古湖浮游植物优势种属和常见种属包括：滚动焰毛虫（Askenasia volvox）、球形砂壳虫（Difflugia globulosa）、侠盗虫（Strobilidium sp.）等。乌伦古湖底质肥沃，但多样性指数较低，至少有44种底栖动物生存于此。其中昆虫种类最多，有29种，其次分别是寡毛类、软体动物、蛭类等。昆虫中又以双翅目摇蚊科动物种类最多，有22种。不同季节乌伦古湖平均底栖动物密度、生物量截然不同
4月乌伦古湖平均底栖动物密度约874个体每平方米，以寡毛类密度最高；到8月则降至228个每平方米，以软体动物密度最高。4月，乌伦古湖平均生物量近24克每立方米，以软体动物最高；到8月降至不足21克每立方米，以昆虫最高。
乌伦古湖（包括吉力湖）共有4目7科鱼类，可分为土著鱼和外来鱼种。乌伦古湖（包括吉力湖）的土著鱼有银鲫、尖鳍鮈、贝加尔雅罗鱼、丁鱥、北方须鳅、北方花鳅、河鲈7种。多年间移殖、带入、逸入的鱼类物种有10余种，包括高体雅罗鱼、湖拟鲤、白斑狗鱼、西太公鱼、哲罗鲑、棒花鱼、北方泥鳅、粘鲈、池沼公鱼、梭鲈、江鳕、麦穗鱼、鲤、草、鲢、鳙、东方欧鳊等。另也有2个杂交种，分别是湖拟鲤×东方欧鳊之杂交种、鲤×鲫之杂交种。乌伦古湖鱼类群落的多个多样性指数均较低，全年优势种为湖拟鲤、东方欧鳊；全年丰度优势度以湖拟鲤、湖拟鲤×东方欧鳊、西太公鱼为首；生物量优势度则以湖拟鲤、白斑狗鱼、东方欧鳊为首。
乌伦古湖是鸟类迁徙中东非-西亚迁徙线和中亚迁徙线上的候鸟栖息地之一，湖中鱼类和水生植物是候鸟的食物来源。每年10月开始，飞越天山山脉和阿尔泰山的候鸟会在此停留约50天。截止2021年，新疆福海乌伦古湖国家湿地公园范围内观测到的鸟类已有271种，包括17种濒危物种，进入中国《国家重点保护野生动物名录》的有9种国家Ⅰ级重点保护野生动物，45种国家Ⅱ级重点保护野生动物。白头硬尾鸭、大天鹅、疣鼻天鹅、白尾海雕、赤麻鸭等均在此或繁殖、或越冬、或气息，在乌伦古湖观察到超过160只的濒危物种白头硬尾鸭种群。
栖息在乌伦古湖的动物还包括3目5科8种哺乳动物，如狼、赤狐等，也包括近危物种、中国国家Ⅱ级重点保护野生动物水獭。1目2科2种两栖动物，分别是绿蟾蜍和中国林蛙。1目2科2种的爬行动物，分别是棋斑水游蛇和黄脊游蛇。

## 矿产资源
石英砂、石灰石、湖盐是乌伦古湖（包括吉力湖）的三种主要矿产。石英砂分布于吉力湖东南端12.5千米长的范围内，储量超670万吨。石灰石矿床为分布于乌伦古湖西南沿岸的湖泊洼地沉积矿床，成层状分布，储量约16万吨。湖盐矿分布在乌伦古湖东北沿岸，较为分散，有白盐池、红盐池、骆驼脖子盐池等，最高年产2500吨。

## 环境保护

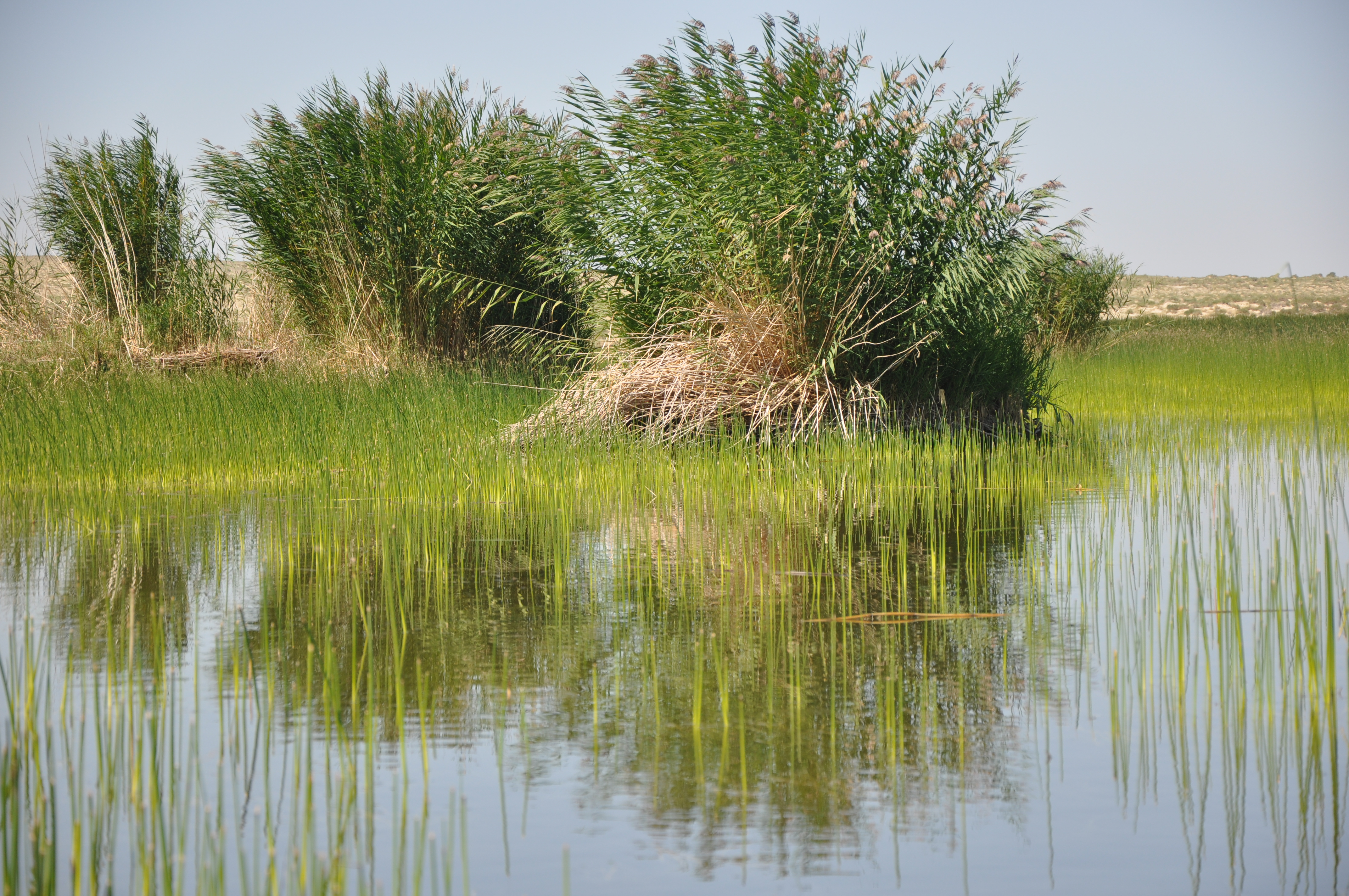
新疆福海乌伦古湖国家湿地公园保护着乌伦古湖沿岸湿地

### 保护区建立
2010年，中华人民共和国农业部公布第四批国家级水产种质资源保护区，其中包括乌伦古湖特有鱼类国家级水产种质资源保护区。保护区总面积30平方千米，核心区24平方千米，试验区6平方千米。保护区主要保护对象包括贝加尔雅罗鱼、河鲈、丁鱥、银鲫4种土著鱼，其他保护对象包括高体雅罗鱼等。
2011年底，新疆福海乌伦古湖国家湿地公园开始筹建。2018年1月，乌伦古湖国家湿地公园正式成为中华人民共和国国家湿地公园。新疆福海乌伦古湖国家湿地公园总面积超过1270平方千米，包括乌伦古湖和吉力湖两部分。该国家湿地公园所含湿地类型包括河流湿地、湖泊湿地、沼泽湿地，其中湖泊湿地为乌伦古湖湿地主体，而沼泽湿地以芦苇沼泽和地槽灌木丛沼泽为主。2021年10月，新疆维吾尔自治区林业和草原局公布第一批《新疆维吾尔自治区重要湿地名录》，“新疆福海县乌伦古湖自治区重要湿地”位列其中。重要湿地总面积超过1200平方千米，其中湿地面积超过1000平方千米。

### 保护措施
2005年，福海县开始实施城镇饮水改建工程，乌伦古河不再作为当地城镇居民的水源地。开始筹备建立新疆福海乌伦古湖国家湿地公园后，福海县于乌伦古湖和吉力湖及周边先后实施城镇截污提升改造、渔村垃圾处理等十余个环境保护相关工程。建立国家湿地公园后，阿勒泰地区、福海县对乌伦古湖建立了《乌伦古湖国家湿地公园保护管理条例》《乌伦古湖生态环境保护规划》等法规规划；开展包括生物多样性科普宣传教育，乌伦古湖周边植被封育保护、湿地芦苇复壮和水鸟栖息地恢复等生态修复工程，水污染防治、生态补水等改善乌伦古湖水质的工程，环湖绿化等工程在内的多个生态环境保护工程、项目。
对渔业资源而言，因乌伦古湖时国家级水产种质资源保护区，福海县设置每年自4月1日开始至7月31日为特别保护期（休渔期）。除采用封湖封育方式保护当地渔业资源外，当地还采取增殖放流，投放土著鱼苗。2010年代开始，乌伦古湖的鸟类栖息地的保护开始得到重视，2012年福海县建立鸟类救助繁育站。进入2020年代后，福海县先后在乌伦古湖的鸟类栖息地建设生态鸟岛、鸟架、鸟屋等引鸟设施，并开始开展鸟类环志监测科学活动。
新疆福海乌伦古湖国家湿地公园管理局在乌伦古湖湿地周围共建立八个管理站，成立近20人的巡护队，以巡护乌伦古湖及周围的鸟类栖息地和繁殖地。国家湿地管理局还建立用于科普教育的新疆福海乌伦古湖国家湿地公园科普宣教综合展示基地、为昆虫提供繁衍场所的‘昆虫宾馆’等生态环境保护设施。同时，福海县还成立乌伦古湖生态环境保护兵地协调工作领导小组，设置4名县级湖长及十余名县乡湖片长的河湖库保护管理机制。

## 渔业发展
20世纪50年代以前，乌伦古湖并未形成具规模的渔业。1950年代开始乌伦古湖开始有组织的渔业生产，国营福海渔场、新疆生产建设兵团农十师渔场相继建立。银鲫、河鲈、贝加尔雅罗鱼等土著鱼类是当时的主要经济鱼类。1960年代开始，乌伦古湖开始移植鲤鱼、东方欧鳊等外来物种。加上首条引额济海大渠修成，使得乌伦古湖鱼群结构更加丰富，当时鱼年产量一度达到4000吨。1980年代，乌伦古河为满足农业灌溉，在上游修建大坝。此举切断了贝加尔雅罗鱼洄游路线。水质变差也威胁着湖中鱼类，贝加尔雅罗鱼和河鲈等鱼种群数量减少。同时期，在乌伦古湖中不断投放难以在此自然繁殖的鲢鱼、鳙鱼，使湖中总有鲢、鳙种群。不过一直到20世纪80年代末，乌伦古湖的主要经济鱼类依然以贝加尔雅罗鱼和河鲈为主，二者占总鱼产量的九成。从有规模的渔业到1985年，乌伦古湖平均年鱼产量超过2000吨。到20世纪90年代中期，东方欧鳊和白斑狗鱼成为该湖主要经济鱼类，两种鱼类占总鱼产量的六成。20世纪90年代初吉力湖引入池沼公鱼，使土著鱼类河鲈产量急剧下降。池沼公鱼扩散至乌伦古湖并形成产量，到1997年，池沼公鱼成为乌伦古湖的优势种，该种单年产量占总产量的40%。1997年到2006年，乌伦古湖年均鱼产量超过2700吨。2017年到2021年间，2019年捕捞量最高，超过2195吨。此后部分种类因增殖放流、捕鱼企业变更等影响，捕获量下降。2021年，乌伦古湖的捕获量不足1459吨。
乌伦古湖是新疆第二大渔业基地。目前，乌伦古湖中的鱼类种群趋于稳定，湖中鱼类种类增加至20余种，其中以移植、带入、逸入鱼类为主。其中17种鱼类具有经济价值，又以西太公鱼、鲢、鳙、白斑狗鱼、鲤为2021年主要捕获鱼类。其他如东方欧鳊、草鱼、河鲈等亦有产量。而贝加尔雅罗鱼、丁鱥、高体雅罗鱼等已无产量甚至成为湖区濒危物种，其中如贝加尔雅罗鱼等已被保护起来。

## 景点建设
1980年代，乌伦古湖开始开展旅游业。福海渔场首先利用渔船在当地开展旅游业务。此后，福海县西南的布伦托海度假村、乌伦古湖东岸的海滨浴场相继建成，形成乌伦古湖旅游的雏形。到2010年代末，福海乌伦古湖景区已成为中国国家AAAA级景区。黄金海岸是乌伦古湖景区的主要景区，也是乌伦古湖开发的首个旅游区，有“新疆第一海滨”之称誉。黄金海岸位于乌伦古湖东岸，是近百米长的天然石英砂浅水滩。黄金海岸景区2017年完成升级改造，建设有海滨浴场、沙滩摩托、水上自行车、摩托艇等旅游项目，开辟有游船鸟岛航线、湖心游航线等游湖航线。景区内还设有游客服务中心、鱼宴餐厅、旅游商品中心、冷水野生鱼烧烤区等设施、区域。2023年，黄金海岸景区的太空舱露营地建成迎客。
位于吉力湖东岸的乌伦古湖海上魔鬼城景区则是国家AAA级景区。海上魔鬼城于2020年进行过升级改造，景区面积约270平方千米。主要旅游资源是水上雅丹地貌，电影《七剑下天山》等取景于此。开发有多个旅游项，包括民俗风情体验区、水上游乐观光区、旅游木栈道等。也建设有虚拟现实设施等娱乐项目。
乌伦古湖东岸建有58千米长的环湖观光道路，不仅紧邻乌伦古湖国家湿地公园，沿公路还建有多个景区。金沙滩景区位于环湖公路15公里处，属于福海县解特阿热勒镇阿勒尕村，占地0.2平方千米。金沙滩景区于2022年6月开门迎客。主要旅游资源包括沙滩、湖泊游泳区、摩托艇游览、当地餐饮等。2023年，银沙滩景区于环湖公路22公里处开始修建。同时在金沙滩与银沙滩景区间建设可停放超过3000辆车的停车场。

## 冬捕活动

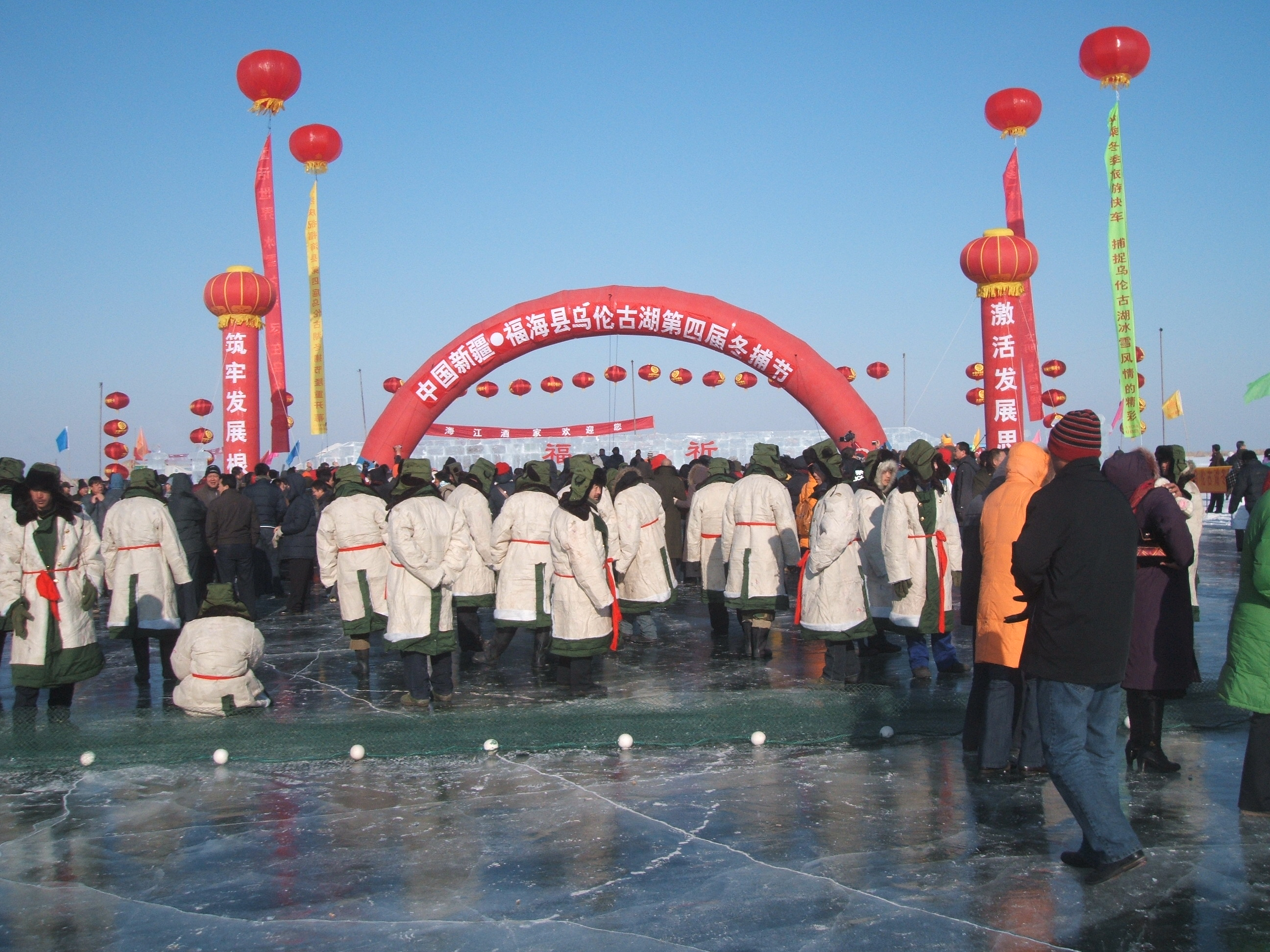
乌伦古湖第四届冬捕节

每年11月底到次年3月乌伦古湖湖水结冰封冻，期间乌伦古湖湖面会形成约50厘米厚的淡蓝色冰层，其上还有数十厘米的积雪，为冬捕（冬季捕鱼）提供了条件。1958年，阿勒泰地区组建首支冬捕生产队，自吉林省学习拉网捕鱼技术后，开始在乌伦古湖进行冬捕生产活动。20世纪60年代的冬捕曾一网出超过82吨鱼的记录。1970年代冬捕开始规模扩大。2004年开始，首届“乌伦古湖冬捕节”开始举办，到2024年共举办十七届乌伦古湖冬捕文化旅游节。第十七届乌伦古湖冬捕文化旅游节开幕当日捕鱼8.1吨，头鱼重19.9千克。
冬捕节开幕前一日或当日早些时候，渔民已完成凿冰下网。捕捞方式分为挂网和拉网，其中拉网程序复杂，不仅需要凿出2米×1米的下网眼，还要根据范围凿出数百个小冰眼，之后利用工具先固定网绳，再利用绞网机完成拉网，过程至少需要5个小时。冬捕节开幕当日的预热活动包括挂灯笼、敲锣打鼓等，到中午开始举办祭湖仪式：数十位身穿皮袄头戴皮帽的强壮渔民在鱼把头的带领下单膝跪于湖面的冰面之上，手捧酒碗高呼祝福语后饮酒。随之将酒碗砸入事先挖好的坑中，并把喝剩的白酒洒在渔网之上，此行为名为“醒网”。冬捕节开幕的核心是拉网起网，绞网机和这些渔民将长约千米的大网拉出，打捞出的头鱼会被拍卖。
除冬捕本身外，冬捕节还会组织当地渔庄制作包括大锅鱼羊鲜在内的鱼相关菜品以及组织冰雪旅游项目，如冰上龙舟、雪地赛马等。